# Antheraea adamtziki
Antheraea adamtziki är en fjärilsart som beskrevs av Friedrich Wilhelm Niepelt 1931. Antheraea adamtziki ingår i släktet Antheraea och familjen påfågelsspinnare. Inga underarter finns listade i Catalogue of Life.